# Transició isomèrica
La transició isomèrica és un procés de desintegració radioactiva que succeeix en un àtom que el seu nucli es troba en un estat excitat (vegeu: isòmer nuclear). L'energia extra del seu nucli s'allibera mitjançant l'emissió de raigs gamma, fent que el nucli retorni al seu estat estacionari. Aquest procés és similar a una emissió gamma però difereix en el fet que implica estats excitats.
El raig gamma pot transferir la seva energia directament a un electró causant la seva ejecció de l'àtom, un procés anomenat conversió interna.